# دبي لاند
دبي لاند هو مجمع ترفيهي يتم بناؤه في دبي، الإمارات العربية المتحدة، وهو مملوك لشركة تطوير (التي تنتمي إلى دبي القابضة). عندما تم الإعلان عنها في عام 2003، كانت واحدة من أكثر المشاريع الترفيهية طموحًا على الإطلاق في أي مكان في العالم بتكلفة 64.3 مليار دولار، ولكن تأثرت التنمية بشدة بالركود العالمي والأزمة المالية في دبي. تم تعليق التطوير في عام 2008 ولكن تم استئنافه في منتصف عام 2013. تظهر التحديثات في عام 2013 أنه تم جمع 55 مليار دولار من أجل القيام بهذه الأعمال.

## المناطق
تتضمن هذه القائمة كلا من الأماكن التي تم بناؤها وفتحها والأماكن المقترحة التي لم يتم بناؤها بعد.
- عالم الجذب والتجربة (13.9 كيلومتر مربع (5.4 ميل2)) [5]
  - أكويا أكسجين
  - بوادي
  - فانتازيا
  - فالكون سيتي أوف وندرز
  - آي إم جي عالم من المغامرات
  - أساطير دبي لاند
  - قرية عالمية
  - نادي ترامب العالمي للغولف، دبي (افتتح عام 2017)
  - مدينة الأطفال
- عالم البيع بالتجزئة والترفيه (4 كيلومتر مربع (1.5 ميل2))
  - دبي أوتلت سيتي
  - السوق السوداء
  - سوق متجول
  - وورلد تريد بارك
  - عالم المزاد
  - منافذ المصنع
  - مدينة دبي لايف ستايل
- عالم الترفيه والعطلات تحت عنوان (29.7 كيلومتر مربع (11.5 ميل2)) [5]
  - عالم المرأة (LEMNOS)
  - الوجهة دبي
  - مملكة الصحراء
  - منتجع وسبا أندلسي
- عالم السياحة البيئية (130 كيلومتر مربع (50 ميل2)) [5]
  - منتجع الصحراء الصحراوي
  - فندق ساند ديون
  - الكحيل
  - بيو وورلد
  - عالم الحيوان
- عالم الرياضة والهواء الطلق (32.9 كيلومتر مربع (12.7 ميل2)) [5]
  - مدينة دبي الرياضية
  - عالم الإمارات للرياضة
  - عالم الرياضات الخطرة
  - نادي بلانتيشن للفروسية والبولو
  - دبي موتور سيتي والتي تشمل دبي أوتودروم
  - مدينة دبي للجولف
  - دبي سنودوم
- وسط المدينة (1.8 كيلومتر مربع (0.69 ميل2))
  - مدينة العرب
    - مول العرب والذي سيكون أكبر مركز تسوق في العالم
    - كوكب لا يهدأ
    - وادي ووك
    - أبراج النخبة

  - سيتي ووك
  - عالم الألعاب الافتراضية

## روابط خارجية
- موقع دبي لاند
- موقع تطوير
- موقع دبي القابضة
- موقع أراضي دبي
- مراس للتطوير هي المساهم الأكبر في دبي باركس آند ريزورتس (52٪)